# لتاب (مقاطعة تشرداول)
لتاب (بالفارسية: لتاب) هي قرية تقع في قسم شباب الريفي (مقاطعة تشرداول) في إيران. يقدر عدد سكانها بـ 388 نسمة بحسب إحصاء 2016.